# كيفن دتون
كيفن دتون (بالإنجليزية: Kevin Dutton)‏ هو أستاذ جامعي وعالم نفس بريطاني، ولد في 1967 في لندن في المملكة المتحدة.